# طائرات هوكر

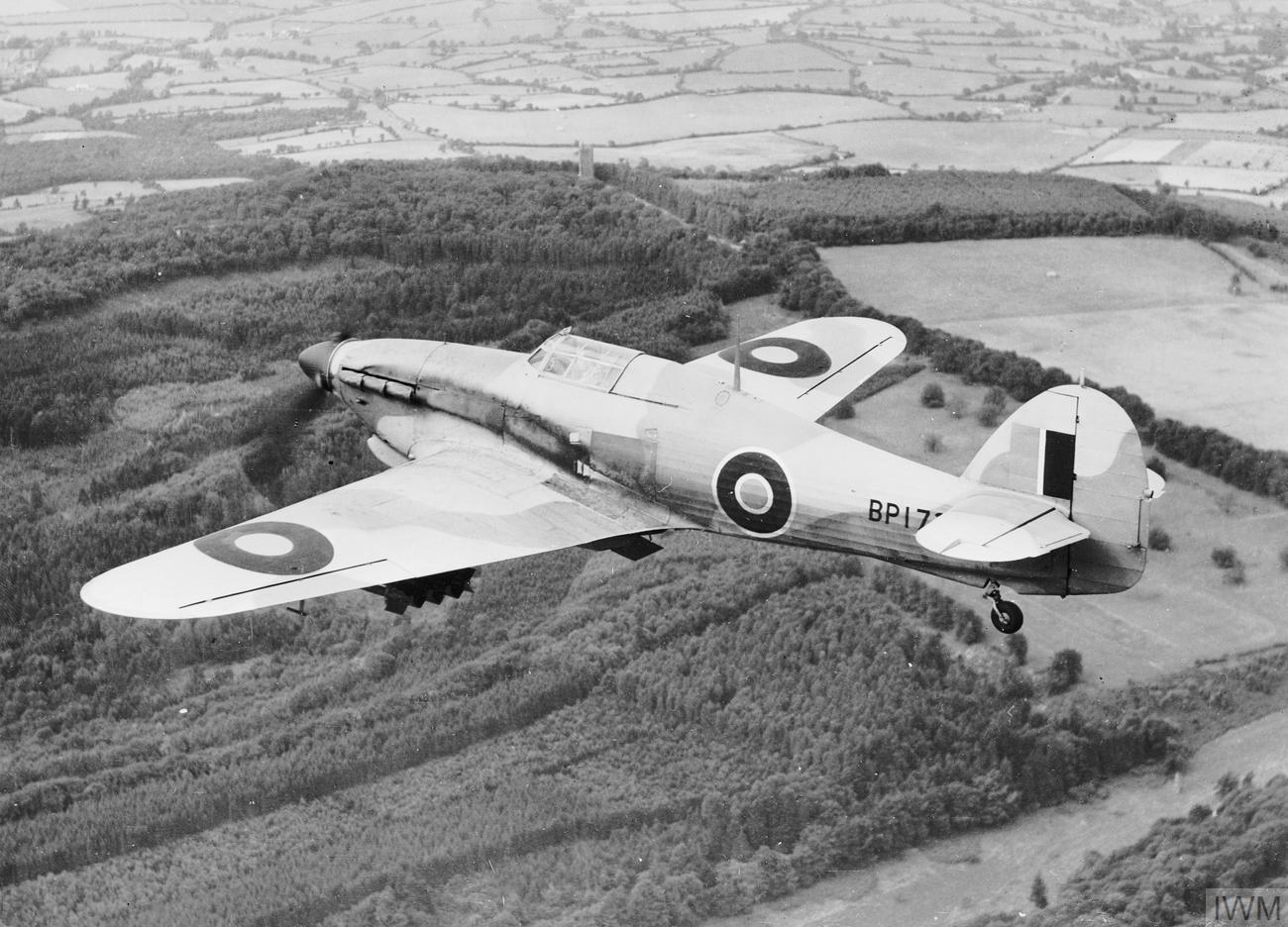
هوكر هوريكان

هوكر للطائرات (بالإنجليزية: Hawker Aircraft)‏ شركة طائرات بريطانية تأسست عام 1920 تحت اسم إتش. جي هوكر للهندسة (بالإنجليزية: H.G. Hawker Engineering)‏ غير اسم الشركة ليصبح هوكر للطيران عام 1933، في عام 1935 اندمجت الشركة مع أرميسترونغ سيدلي، فتشكلت مجموعة هوكر سايدلي إلا أن شركة هوكر استمرت في إنتاج الطائرات تحت اسم المجموعة هوكر سايدلي.